# Christiaan VIII van Denemarken
Christiaan VIII (Kopenhagen, 18 september 1786 — aldaar, 20 januari 1848) was van 1839 tot 1848 koning van Denemarken en in 1814 als Christiaan Frederik koning van Noorwegen. Hij was de oudste zoon van Frederik van Denemarken, een zoon van Frederik V, en Sophia Frederika van Mecklenburg-Schwerin. Hij werd geboren op Christiansborg te Kopenhagen. 
Hij erfde de talenten van zijn begaafde moeder en zijn liefdevolle en knappe uiterlijk maakten hem erg geliefd in Kopenhagen. Zijn onfortuinlijke eerste huwelijk met zijn nicht Charlotte Frederika van Mecklenburg-Schwerin eindigde in een scheiding in 1810.
In mei 1813 werd hij als troonopvolger naar Noorwegen gezonden om de inwoners weer enthousiast te maken voor zijn koningschap, dat onder druk lag door de adhesie van Frederik VI na het uiteenvallen van Napoleons rijk. Christiaan deed wat hij kon om de band tussen Noorwegen en het Deense koningshuis weer aan te halen. Hoewel zijn pogingen werden tegengewerkt door de zogenaamde Zweedse partij, die een dynastieke unie wilde van Noorwegen en Zweden, toch werd hij als regent van Noorwegen gekozen op 16 februari 1814, en niet veel later werd hij als Christiaan Frederik koning van Noorwegen. Onder druk van de internationale gemeenschap, en van Zweden, moest hij echter al snel afstand doen van de Noorse troon. Hij werd opgevolgd door Karel XIII van Zweden (Karel II in Noorwegen).
Hij keerde terug naar Denemarken, waar hij voor de tweede keer trouwde, nu met Caroline Amalia, dochter van Frederik Christiaan II van Sleeswijk-Holstein-Sonderburg-Augustenburg in 1815. Pas in 1839 besteeg hij de Deense troon als Christiaan VIII. Omdat hij inzag dat zijn zoon, de latere Frederik VII van Denemarken, geen kinderen zou krijgen, benoemde hij de latere Christiaan IX tot erfprins in 1843.
In 1848 stierf hij aan bloedvergiftiging.

## Kwartierstaat
| Christiaan VI van Denemarken (1699-1746) | Christiaan VI van Denemarken (1699-1746) | Christiaan VI van Denemarken (1699-1746) | Christiaan VI van Denemarken (1699-1746) | Christiaan VI van Denemarken (1699-1746) | Christiaan VI van Denemarken (1699-1746) | Sophia Magdalena van Brandenburg-Bayreut (1700-1770) | Sophia Magdalena van Brandenburg-Bayreut (1700-1770) | Sophia Magdalena van Brandenburg-Bayreut (1700-1770) | Sophia Magdalena van Brandenburg-Bayreut (1700-1770) | Sophia Magdalena van Brandenburg-Bayreut (1700-1770) | Sophia Magdalena van Brandenburg-Bayreut (1700-1770) |                                     |                                     | George II van Groot-Brittannië (1683-1760) | George II van Groot-Brittannië (1683-1760) | George II van Groot-Brittannië (1683-1760) | George II van Groot-Brittannië (1683-1760) | George II van Groot-Brittannië (1683-1760) | George II van Groot-Brittannië (1683-1760) | Caroline van Brandenburg-Ansbach (1683-1737) | Caroline van Brandenburg-Ansbach (1683-1737) | Caroline van Brandenburg-Ansbach (1683-1737) | Caroline van Brandenburg-Ansbach (1683-1737) | Caroline van Brandenburg-Ansbach (1683-1737) | Caroline van Brandenburg-Ansbach (1683-1737) |                                           |                                           | Christiaan Lodewijk II van Mecklenburg-Schwerin (1683-1756) | Christiaan Lodewijk II van Mecklenburg-Schwerin (1683-1756) | Christiaan Lodewijk II van Mecklenburg-Schwerin (1683-1756) | Christiaan Lodewijk II van Mecklenburg-Schwerin (1683-1756) | Christiaan Lodewijk II van Mecklenburg-Schwerin (1683-1756) | Christiaan Lodewijk II van Mecklenburg-Schwerin (1683-1756) | Gustava Carolina van Mecklenburg-Strelitz (1694-1748) | Gustava Carolina van Mecklenburg-Strelitz (1694-1748) | Gustava Carolina van Mecklenburg-Strelitz (1694-1748) | Gustava Carolina van Mecklenburg-Strelitz (1694-1748) | Gustava Carolina van Mecklenburg-Strelitz (1694-1748) | Gustava Carolina van Mecklenburg-Strelitz (1694-1748) |                                                       |                                                       | Frans Jozias van Saksen-Coburg-Saalfeld (1697-1764)   | Frans Jozias van Saksen-Coburg-Saalfeld (1697-1764)   | Frans Jozias van Saksen-Coburg-Saalfeld (1697-1764)     | Frans Jozias van Saksen-Coburg-Saalfeld (1697-1764)     | Frans Jozias van Saksen-Coburg-Saalfeld (1697-1764)     | Frans Jozias van Saksen-Coburg-Saalfeld (1697-1764)     | Anna Sophia van Schwarzburg-Rudolstadt (1700-1780)      | Anna Sophia van Schwarzburg-Rudolstadt (1700-1780)      | Anna Sophia van Schwarzburg-Rudolstadt (1700-1780) | Anna Sophia van Schwarzburg-Rudolstadt (1700-1780) | Anna Sophia van Schwarzburg-Rudolstadt (1700-1780) | Anna Sophia van Schwarzburg-Rudolstadt (1700-1780) |  |  |  |  |  |  |  |  |  |  |  |  |  |  |  |  |  |  |  |  |  |  |  |  |  |  |  |  |  |  |  |  |  |  |  |  |  |  |  |  |  |  |  |  |  |  |  |  |
| Christiaan VI van Denemarken (1699-1746) | Christiaan VI van Denemarken (1699-1746) | Christiaan VI van Denemarken (1699-1746) | Christiaan VI van Denemarken (1699-1746) | Christiaan VI van Denemarken (1699-1746) | Christiaan VI van Denemarken (1699-1746) | Sophia Magdalena van Brandenburg-Bayreut (1700-1770) | Sophia Magdalena van Brandenburg-Bayreut (1700-1770) | Sophia Magdalena van Brandenburg-Bayreut (1700-1770) | Sophia Magdalena van Brandenburg-Bayreut (1700-1770) | Sophia Magdalena van Brandenburg-Bayreut (1700-1770) | Sophia Magdalena van Brandenburg-Bayreut (1700-1770) |                                     |                                     | George II van Groot-Brittannië (1683-1760) | George II van Groot-Brittannië (1683-1760) | George II van Groot-Brittannië (1683-1760) | George II van Groot-Brittannië (1683-1760) | George II van Groot-Brittannië (1683-1760) | George II van Groot-Brittannië (1683-1760) | Caroline van Brandenburg-Ansbach (1683-1737) | Caroline van Brandenburg-Ansbach (1683-1737) | Caroline van Brandenburg-Ansbach (1683-1737) | Caroline van Brandenburg-Ansbach (1683-1737) | Caroline van Brandenburg-Ansbach (1683-1737) | Caroline van Brandenburg-Ansbach (1683-1737) |                                           |                                           | Christiaan Lodewijk II van Mecklenburg-Schwerin (1683-1756) | Christiaan Lodewijk II van Mecklenburg-Schwerin (1683-1756) | Christiaan Lodewijk II van Mecklenburg-Schwerin (1683-1756) | Christiaan Lodewijk II van Mecklenburg-Schwerin (1683-1756) | Christiaan Lodewijk II van Mecklenburg-Schwerin (1683-1756) | Christiaan Lodewijk II van Mecklenburg-Schwerin (1683-1756) | Gustava Carolina van Mecklenburg-Strelitz (1694-1748) | Gustava Carolina van Mecklenburg-Strelitz (1694-1748) | Gustava Carolina van Mecklenburg-Strelitz (1694-1748) | Gustava Carolina van Mecklenburg-Strelitz (1694-1748) | Gustava Carolina van Mecklenburg-Strelitz (1694-1748) | Gustava Carolina van Mecklenburg-Strelitz (1694-1748) |                                                       |                                                       | Frans Jozias van Saksen-Coburg-Saalfeld (1697-1764)   | Frans Jozias van Saksen-Coburg-Saalfeld (1697-1764)   | Frans Jozias van Saksen-Coburg-Saalfeld (1697-1764)     | Frans Jozias van Saksen-Coburg-Saalfeld (1697-1764)     | Frans Jozias van Saksen-Coburg-Saalfeld (1697-1764)     | Frans Jozias van Saksen-Coburg-Saalfeld (1697-1764)     | Anna Sophia van Schwarzburg-Rudolstadt (1700-1780)      | Anna Sophia van Schwarzburg-Rudolstadt (1700-1780)      | Anna Sophia van Schwarzburg-Rudolstadt (1700-1780) | Anna Sophia van Schwarzburg-Rudolstadt (1700-1780) | Anna Sophia van Schwarzburg-Rudolstadt (1700-1780) | Anna Sophia van Schwarzburg-Rudolstadt (1700-1780) |  |  |  |  |  |  |  |  |  |  |  |  |  |  |  |  |  |  |  |  |  |  |  |  |  |  |  |  |  |  |  |  |  |  |  |  |  |  |  |  |  |  |  |  |  |  |  |  |
|                                          |                                          |                                          |                                          |                                          |                                          |                                                      |                                                      |                                                      |                                                      |                                                      |                                                      |                                     |                                     |                                            |                                            |                                            |                                            |                                            |                                            |                                              |                                              |                                              |                                              |                                              |                                              |                                           |                                           |                                                             |                                                             |                                                             |                                                             |                                                             |                                                             |                                                       |                                                       |                                                       |                                                       |                                                       |                                                       |                                                       |                                                       |                                                       |                                                       |                                                         |                                                         |                                                         |                                                         |                                                         |                                                         |                                                    |                                                    |                                                    |                                                    |  |  |  |  |  |  |  |  |  |  |  |  |  |  |  |  |  |  |  |  |  |  |  |  |  |  |  |  |  |  |  |  |  |  |  |  |  |  |  |  |  |  |  |  |  |  |  |  |
|                                          |                                          |                                          |                                          | Frederik V van Denemarken (1723-1766)    | Frederik V van Denemarken (1723-1766)    | Frederik V van Denemarken (1723-1766)                | Frederik V van Denemarken (1723-1766)                | Frederik V van Denemarken (1723-1766)                | Frederik V van Denemarken (1723-1766)                |                                                      |                                                      |                                     |                                     |                                            |                                            | Louise van Hannover (1724-1751)            | Louise van Hannover (1724-1751)            | Louise van Hannover (1724-1751)            | Louise van Hannover (1724-1751)            | Louise van Hannover (1724-1751)              | Louise van Hannover (1724-1751)              |                                              |                                              |                                              |                                              |                                           |                                           |                                                             |                                                             |                                                             |                                                             | Lodewijk van Mecklenburg-Schwerin (1723-1788)               | Lodewijk van Mecklenburg-Schwerin (1723-1788)               | Lodewijk van Mecklenburg-Schwerin (1723-1788)         | Lodewijk van Mecklenburg-Schwerin (1723-1788)         | Lodewijk van Mecklenburg-Schwerin (1723-1788)         | Lodewijk van Mecklenburg-Schwerin (1723-1788)         |                                                       |                                                       |                                                       |                                                       |                                                       |                                                       | Sophia Frederika van Saksen-Coburg-Saalfeld (1731-1810) | Sophia Frederika van Saksen-Coburg-Saalfeld (1731-1810) | Sophia Frederika van Saksen-Coburg-Saalfeld (1731-1810) | Sophia Frederika van Saksen-Coburg-Saalfeld (1731-1810) | Sophia Frederika van Saksen-Coburg-Saalfeld (1731-1810) | Sophia Frederika van Saksen-Coburg-Saalfeld (1731-1810) |                                                    |                                                    |                                                    |                                                    |  |  |  |  |  |  |  |  |  |  |  |  |  |  |  |  |  |  |  |  |  |  |  |  |  |  |  |  |  |  |  |  |  |  |  |  |  |  |  |  |  |  |  |  |  |  |  |  |
|                                          |                                          |                                          |                                          | Frederik V van Denemarken (1723-1766)    | Frederik V van Denemarken (1723-1766)    | Frederik V van Denemarken (1723-1766)                | Frederik V van Denemarken (1723-1766)                | Frederik V van Denemarken (1723-1766)                | Frederik V van Denemarken (1723-1766)                |                                                      |                                                      |                                     |                                     |                                            |                                            | Louise van Hannover (1724-1751)            | Louise van Hannover (1724-1751)            | Louise van Hannover (1724-1751)            | Louise van Hannover (1724-1751)            | Louise van Hannover (1724-1751)              | Louise van Hannover (1724-1751)              |                                              |                                              |                                              |                                              |                                           |                                           |                                                             |                                                             |                                                             |                                                             | Lodewijk van Mecklenburg-Schwerin (1723-1788)               | Lodewijk van Mecklenburg-Schwerin (1723-1788)               | Lodewijk van Mecklenburg-Schwerin (1723-1788)         | Lodewijk van Mecklenburg-Schwerin (1723-1788)         | Lodewijk van Mecklenburg-Schwerin (1723-1788)         | Lodewijk van Mecklenburg-Schwerin (1723-1788)         |                                                       |                                                       |                                                       |                                                       |                                                       |                                                       | Sophia Frederika van Saksen-Coburg-Saalfeld (1731-1810) | Sophia Frederika van Saksen-Coburg-Saalfeld (1731-1810) | Sophia Frederika van Saksen-Coburg-Saalfeld (1731-1810) | Sophia Frederika van Saksen-Coburg-Saalfeld (1731-1810) | Sophia Frederika van Saksen-Coburg-Saalfeld (1731-1810) | Sophia Frederika van Saksen-Coburg-Saalfeld (1731-1810) |                                                    |                                                    |                                                    |                                                    |  |  |  |  |  |  |  |  |  |  |  |  |  |  |  |  |  |  |  |  |  |  |  |  |  |  |  |  |  |  |  |  |  |  |  |  |  |  |  |  |  |  |  |  |  |  |  |  |
|                                          |                                          |                                          |                                          |                                          |                                          |                                                      |                                                      |                                                      |                                                      | Frederik van Denemarken (1753-1805)                  | Frederik van Denemarken (1753-1805)                  | Frederik van Denemarken (1753-1805) | Frederik van Denemarken (1753-1805) | Frederik van Denemarken (1753-1805)        | Frederik van Denemarken (1753-1805)        |                                            |                                            |                                            |                                            |                                              |                                              |                                              |                                              |                                              |                                              |                                           |                                           |                                                             |                                                             |                                                             |                                                             |                                                             |                                                             |                                                       |                                                       |                                                       |                                                       | Sophia Frederika van Mecklenburg-Schwerin (1758-1894) | Sophia Frederika van Mecklenburg-Schwerin (1758-1894) | Sophia Frederika van Mecklenburg-Schwerin (1758-1894) | Sophia Frederika van Mecklenburg-Schwerin (1758-1894) | Sophia Frederika van Mecklenburg-Schwerin (1758-1894) | Sophia Frederika van Mecklenburg-Schwerin (1758-1894) |                                                         |                                                         |                                                         |                                                         |                                                         |                                                         |                                                    |                                                    |                                                    |                                                    |  |  |  |  |  |  |  |  |  |  |  |  |  |  |  |  |  |  |  |  |  |  |  |  |  |  |  |  |  |  |  |  |  |  |  |  |  |  |  |  |  |  |  |  |  |  |  |  |
|                                          |                                          |                                          |                                          |                                          |                                          |                                                      |                                                      |                                                      |                                                      | Frederik van Denemarken (1753-1805)                  | Frederik van Denemarken (1753-1805)                  | Frederik van Denemarken (1753-1805) | Frederik van Denemarken (1753-1805) | Frederik van Denemarken (1753-1805)        | Frederik van Denemarken (1753-1805)        |                                            |                                            |                                            |                                            |                                              |                                              |                                              |                                              |                                              |                                              |                                           |                                           |                                                             |                                                             |                                                             |                                                             |                                                             |                                                             |                                                       |                                                       |                                                       |                                                       | Sophia Frederika van Mecklenburg-Schwerin (1758-1894) | Sophia Frederika van Mecklenburg-Schwerin (1758-1894) | Sophia Frederika van Mecklenburg-Schwerin (1758-1894) | Sophia Frederika van Mecklenburg-Schwerin (1758-1894) | Sophia Frederika van Mecklenburg-Schwerin (1758-1894) | Sophia Frederika van Mecklenburg-Schwerin (1758-1894) |                                                         |                                                         |                                                         |                                                         |                                                         |                                                         |                                                    |                                                    |                                                    |                                                    |  |  |  |  |  |  |  |  |  |  |  |  |  |  |  |  |  |  |  |  |  |  |  |  |  |  |  |  |  |  |  |  |  |  |  |  |  |  |  |  |  |  |  |  |  |  |  |  |
|                                          |                                          |                                          |                                          |                                          |                                          |                                                      |                                                      |                                                      |                                                      |                                                      |                                                      |                                     |                                     |                                            |                                            |                                            |                                            |                                            |                                            |                                              |                                              |                                              |                                              |                                              |                                              |                                           |                                           |                                                             |                                                             |                                                             |                                                             |                                                             |                                                             |                                                       |                                                       |                                                       |                                                       |                                                       |                                                       |                                                       |                                                       |                                                       |                                                       |                                                         |                                                         |                                                         |                                                         |                                                         |                                                         |                                                    |                                                    |                                                    |                                                    |  |  |  |  |  |  |  |  |  |  |  |  |  |  |  |  |  |  |  |  |  |  |  |  |  |  |  |  |  |  |  |  |  |  |  |  |  |  |  |  |  |  |  |  |  |  |  |  |
|                                          |                                          |                                          |                                          |                                          |                                          |                                                      |                                                      |                                                      |                                                      |                                                      |                                                      |                                     |                                     |                                            |                                            |                                            |                                            |                                            |                                            |                                              |                                              |                                              |                                              |                                              |                                              |                                           |                                           |                                                             |                                                             |                                                             |                                                             |                                                             |                                                             |                                                       |                                                       |                                                       |                                                       |                                                       |                                                       |                                                       |                                                       |                                                       |                                                       |                                                         |                                                         |                                                         |                                                         |                                                         |                                                         |                                                    |                                                    |                                                    |                                                    |  |  |  |  |  |  |  |  |  |  |  |  |  |  |  |  |  |  |  |  |  |  |  |  |  |  |  |  |  |  |  |  |  |  |  |  |  |  |  |  |  |  |  |  |  |  |  |  |
|                                          |                                          |                                          |                                          | Juliana van Denemarken (1784-1784)       | Juliana van Denemarken (1784-1784)       | Juliana van Denemarken (1784-1784)                   | Juliana van Denemarken (1784-1784)                   | Juliana van Denemarken (1784-1784)                   | Juliana van Denemarken (1784-1784)                   |                                                      |                                                      |                                     |                                     | Christiaan VIII van Denemarken (1786-1848) | Christiaan VIII van Denemarken (1786-1848) | Christiaan VIII van Denemarken (1786-1848) | Christiaan VIII van Denemarken (1786-1848) | Christiaan VIII van Denemarken (1786-1848) | Christiaan VIII van Denemarken (1786-1848) |                                              |                                              |                                              |                                              | Juliana Sophia van Denemarken (1788-1850)    | Juliana Sophia van Denemarken (1788-1850)    | Juliana Sophia van Denemarken (1788-1850) | Juliana Sophia van Denemarken (1788-1850) | Juliana Sophia van Denemarken (1788-1850)                   | Juliana Sophia van Denemarken (1788-1850)                   |                                                             |                                                             |                                                             |                                                             | Louise Charlotte van Denemarken (1789-1864)           | Louise Charlotte van Denemarken (1789-1864)           | Louise Charlotte van Denemarken (1789-1864)           | Louise Charlotte van Denemarken (1789-1864)           | Louise Charlotte van Denemarken (1789-1864)           | Louise Charlotte van Denemarken (1789-1864)           |                                                       |                                                       |                                                       |                                                       | Frederik Ferdinand van Denemarken (1792-1863)           | Frederik Ferdinand van Denemarken (1792-1863)           | Frederik Ferdinand van Denemarken (1792-1863)           | Frederik Ferdinand van Denemarken (1792-1863)           | Frederik Ferdinand van Denemarken (1792-1863)           | Frederik Ferdinand van Denemarken (1792-1863)           |                                                    |                                                    |                                                    |                                                    |  |  |  |  |  |  |  |  |  |  |  |  |  |  |  |  |  |  |  |  |  |  |  |  |  |  |  |  |  |  |  |  |  |  |  |  |  |  |  |  |  |  |  |  |  |  |  |  |

Gorm · Harald I · Sven I · Harald II · Knoet II · Knoet III · Magnus I · Sven II · Harald III · Knoet IV · Olaf I · Erik I · Niels · Erik II · Erik III · Sven III · Knoet V · Waldemar I · Knoet VI · Waldemar II · Erik IV · Abel · Christoffel I · Erik V · Erik VI · Christoffel II · Waldemar III · Christoffel II · Waldemar IV · Olaf II · Margaretha I · Erik VII · Christoffel III · Christiaan I · Johan · Christiaan II · Frederik I · Christiaan III · Frederik II · Christiaan IV · Frederik III · Christiaan V · Frederik IV · Christiaan VI · Frederik V · Christiaan VII · Frederik VI · Christiaan VIII · Frederik VII · Christiaan IX · Frederik VIII · Christiaan X · Frederik IX · Margrethe II · Frederik X